# Roland Asselin
Roland George Arthur Asselin (ur. 18 maja 1917 w Montrealu, zm. 7 grudnia 2003 w Nowym Jorku, Stany Zjednoczone) – kanadyjski szermierz.
Reprezentant kraju podczas Letnich Igrzysk Olimpijskich 1948 w Londynie, Letnich Igrzysk Olimpijskich 1952 w Helsinkach i Letnich Igrzysk Olimpijskich 1956 w Melbourne.
W Londynie Asselin wystąpił we wszystkich męskich turniejach szermierki. We florecie drużynowym oraz szpadzie indywidualnej odpadł w drugiej rundzie, w pozostałych w pierwszej. Na pozostałych igrzyskach wystąpił we wszystkich turniejach indywidualnych, w których odpadał w pierwszej rundzie.